# Szmini Aceret
Szmini Aceret hebr. שמיני עצרת ósmy (dzień) zgromadzenia, zwany także Jom ha-Szmini (dzień ósmy); Chag ha-Aceret Święto (uroczystego) Zgromadzenia) – w religijnym kalendarzu żydowskim ósmy dzień święta Sukot, przypadający dwudziestego drugiego dnia miesiąca tiszri. Traktowany jest jako osobne święto.
W dniu tym zawiesza się obrzędy związane z Sukot, jak używanie lulaw i spanie w kuczce. Nakaz jego obchodzenia jest wywodzony z Kpł 23, 36. W większości gmin w diasporze święto to liczy dwa dni, z których drugi to Simchat Tora.
W Izraelu Simchat Tora obchodzi się w Szmini Aceret liczącym jeden dzień. Podczas święta w ramach Szmone esre odmawia się specjalną modlitwę o deszcz - tfilat geszem - odmawianą od tego czasu aż do Pesach. Przypada ona na ostatni dzień święta, gdyż wcześniejsze opady utrudniałyby nocowanie w kuczkach. Tego dnia (lub w szabat, o ile przypada on na któryś ze środkowych dni Sukot) czyta się Księgę Koheleta. Po pierwszej krucjacie w 1096 r. w synagogach zaczęto odmawiać także modlitwę, podczas której wspomina się zmarłych - Izkor. W domach żydowskich na rozpoczęcie święta zapala się świece i odmawia stosowne błogosławieństwa. Aceret w tradycji biblijnej była odnoszona również do siódmego dnia Pesach, a później przez rabinów także do święta Szawuot.